# Dykanka
Dykanka (ukrainisch Диканька; russisch Диканька Dikanka) ist eine Siedlung städtischen Typs in der zentralukrainischen Oblast Poltawa. Sie war bis Juli 2020 das administrative Zentrum des gleichnamigen Rajons Dykanka. Die Ortschaft liegt auf dem Poltawa-Plateau, in welches sich im Osten des Gemeindegebiets der Fluss Worskla über 60 m tief eingegraben hat. Westlich von Dykanka fließt der Srednja Howtwa.

Sankt-Nikolaus-Kirche in Dykanka

Der Name des Ortes soll sich vom ukrainischen Wort für ‚wild‘ (ukrainisch дикий) ableiten, da die Gegend vor der Gründung mit dichtem Eichenwald bestanden war.

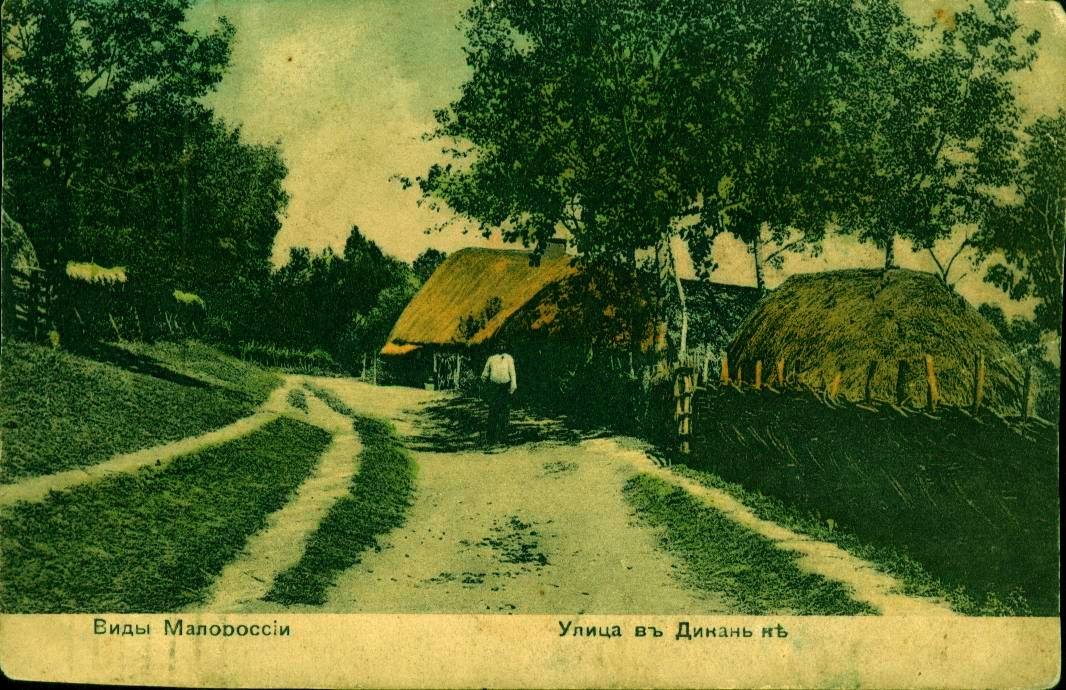
Straße in Dykanka gegen Ende des 19. Jahrhunderts

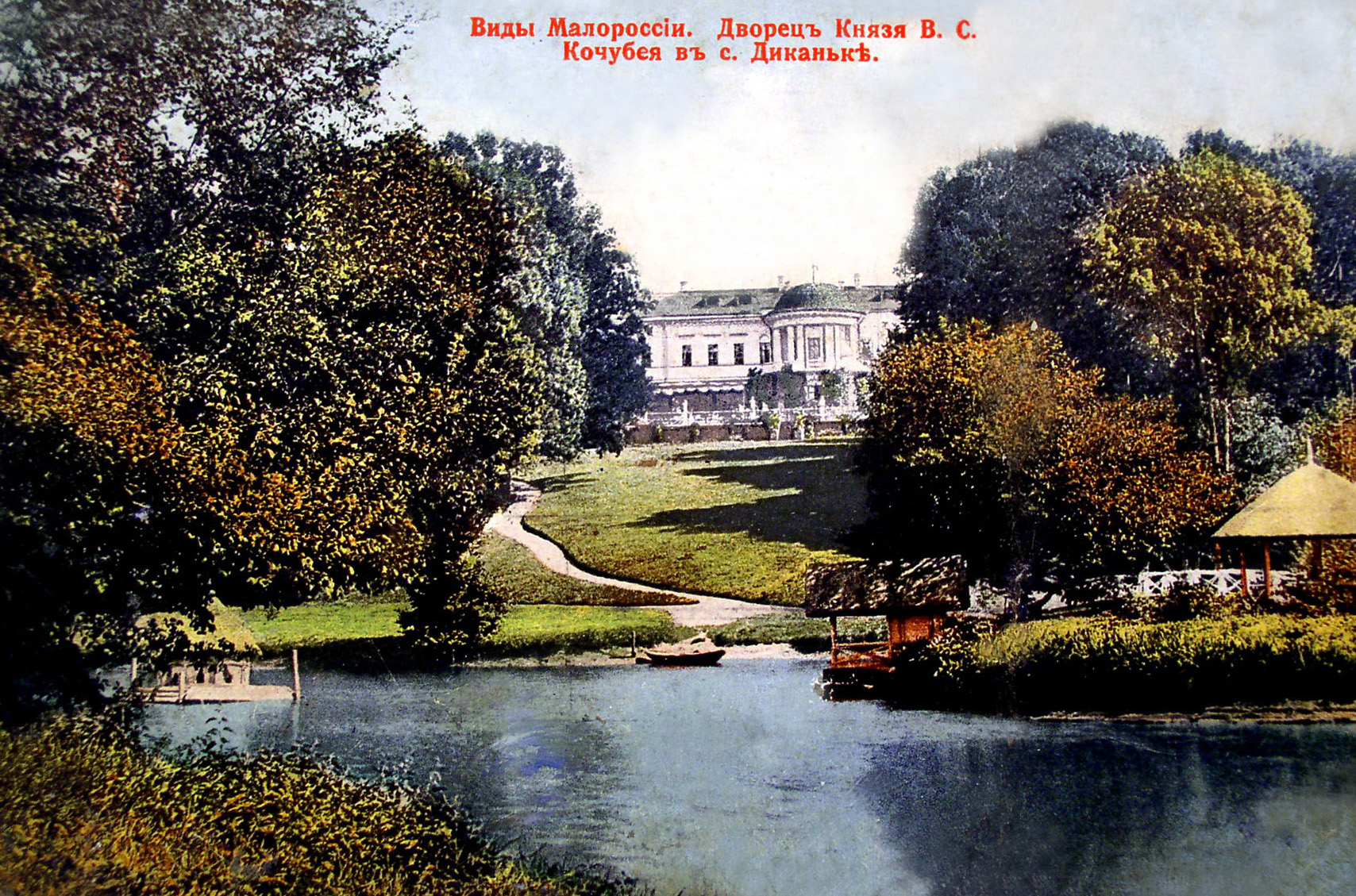
Palast des Fürsten Wiktor Sergejewitsch Kotschubei vor 1917

## Geschichte
Dykanka wird erstmals 1658 urkundlich erwähnt, als in der Nähe eine Schlacht zwischen Kämpfern des Poltawer Kosakenpulkführers Martyn Puscharja und Kriegern des Hetmans Iwan Wyhowkyj stattfand. 1668 kam es zu einer Schlacht zwischen den Kriegern des Hetmans Petro Doroschenko und Kämpfern des Hetmans Iwan Brjuchowezkyj. Das Gebiet war aber bereits lange vorher besiedelt. So wurden etwa westlich des Ortes Siedlungsspuren der Skythen aus dem 7. bis 6. Jh. v. Chr. gefunden. Die Entwicklung des Ortes war seit 1689 eng mit der ukrainisch-russischen Adelsfamilie Kotschubej verbunden, die hier ihre Besitzungen hatte. Diese errichtete zahlreiche Bauten, welche größtenteils noch erhalten sind. Hierzu gehören die Mykolajiwkirche (1794, Glockenturm: 1810), die Dreifaltigkeitskirche (1780) und ein Triumphbogen (1820) an der Straße Poltawa–Hadjatsch, der an den Sieg im Vaterländischen Krieg 1812 gegen die Franzosen unter Napoleon erinnert. Im 19. Jh. benannte der Dichter Nikolai Gogol eine Sammlung von Kurzgeschichten nach dem Ort.
Um 1907 lebten in der Ortschaft 3442 Einwohner auf 757 Höfen. Es gab eine Lehranstalt, Destillerien und Brauereien, 43 Windmühlen, zwei Molkereien, eine Schmiede und drei Banken. Über das Jahr gab es insgesamt fünf Jahrmärkte.
1957 wurde das Dorf zu einer Siedlung städtischen Typs erhoben. Nachdem die Bevölkerung zwischen 1979 und 1989 noch um mehr als 10 % von 7916 auf 8863 Einwohner angewachsen war, hat sie seitdem leicht an Bevölkerung verloren. Seit kurzem trägt auch eine Wodkasorte den Namen des Ortes.

## Verkehr
Der Ort liegt an der Regionalstraße R-17 zwischen Poltawa und Ochtyrka bzw. Sumy. Die nächste Eisenbahnstation befindet sich im 29 km entfernten Poltawa.

## Verwaltungsgliederung
Am 12. Juni 2020 wurde die Siedlung zum Zentrum der neugegründeten Siedlungsgemeinde Dykanka (Диканська селищна громада/Dykanska selyschtschna hromada). Zu dieser zählen auch die 57 in der untenstehenden Tabelle aufgelisteten Dörfer, bis dahin bildete sie zusammen mit den Dörfern Proni, Trojany und Wassyliwka die gleichnamige Siedlungsratsgemeinde Dykanka (Диканська селищна рада/Dykanska selyschtschna rada) im Osten des Rajons Dykanka.
Am 17. Juli 2020 kam es im Zuge einer großen Rajonsreform zum Anschluss des Rajonsgebietes an den Rajon Poltawa.
Folgende Orte sind neben dem Hauptort Dykanka Teil der Gemeinde:
| Name                            | Name               | Name                                   |
| ukrainisch transkribiert        | ukrainisch         | russisch                               |
| ------------------------------- | ------------------ | -------------------------------------- |
| Andrenky                        | Андренки           | Андренки (Andrenki)                    |
| Andrijiwka                      | Андріївка          | Андреевка (Andrejewka)                 |
| Bajrak                          | Байрак             | Байрак (Bairak)                        |
| Baljasne                        | Балясне            | Балясное (Baljasnoje)                  |
| Boryssiwka                      | Борисівка          | Борисовка (Borissowka)                 |
| Chomenky                        | Хоменки            | Хоменки (Chomenki)                     |
| Dejnekiwka                      | Дейнеківка         | Дейнековка (Dereikowka)                |
| Dibrowa (bis 2016 Tschapajewka) | Діброва (Чапаєвка) | Дуброва/Чапаевка (Tschapajewka)        |
| Djatschkowe                     | Дячкове            | Дьячково (Djatschkowo)                 |
| Fedoriwka                       | Федорівка          | Фёдоровка (Fjodorowka)                 |
| Hawronzi                        | Гавронці           | Гавронцы (Gawronzy)                    |
| Hlody                           | Глоди              | Глоды (Glody)                          |
| Horbatiwka                      | Горбатівка         | Горбатовка (Gorbatowka)                |
| Horjanschtschyna                | Горянщина          | Горянщина (Gorjanschtschina)           |
| Jarochiwka                      | Ярохівка           | Яроховка (Jarochowka)                  |
| Jelysawetiwka                   | Єлизаветівка       | Елизаветовка (Jelisawetowka)           |
| Kamjanka                        | Кам'янка           | Каменка (Kamenka)                      |
| Kardaschiwka                    | Кардашівка         | Кардашовка (Kardaschowka)              |
| Klymkiwka                       | Климківка          | Климковка (Klimkowka)                  |
| Kokosiwka                       | Кокозівка          | Кокозовка (Kokosowka)                  |
| Kononenky                       | Кононенки          | Кононенки (Kononenki)                  |
| Kratowa Howtwa                  | Кратова Говтва     | Кратова Говтва (Kratowa Gowtwa)        |
| Kutscheriwka                    | Кучерівка          | Кучеровка (Kutscherowka)               |
| Landari                         | Ландарі            | Ландари                                |
| Lany                            | Лани               | Ланы                                   |
| Mala Rudka                      | Мала Рудка         | Малая Рудка (Malaja Rudka)             |
| Martschenky                     | Марченки           | Марченки (Martschenki)                 |
| Mischhirja                      | Міжгір’я           | Межгорье (Meschgorje)                  |
| Mychajliwka                     | Михайлівка         | Михайловка (Michailowka)               |
| Nadeschda                       | Надежда            | Надежда                                |
| Neljubiwka                      | Нелюбівка          | Нелюбовка (Neljubowka)                 |
| Nowa Wassyliwka                 | Нова Василівка     | Новая Василевка (Nowaja Wassilewka)    |
| Odarjukiwka                     | Одарюківка         | Одарюковка (Odarjukowka)               |
| Olefirschtschyna                | Олефірщина         | Олефирщина (Olefirschtschina)          |
| Onazky                          | Онацьки            | Онацки (Onazki)                        |
| Ordaniwka                       | Орданівка          | Ордановка (Ordanowka)                  |
| Petrenky                        | Петренки           | Петренки (Petrenki)                    |
| Petro-Dawydiwka                 | Петро-Давидівка    | Петро-Давыдовка (Petro-Dawydowka)      |
| Popiwka                         | Попівка            | Поповка (Popowka)                      |
| Proni                           | Проні              | Прони                                  |
| Pyssariwschtschyna              | Писарівщина        | Писаревщина (Pissarewschtschina)       |
| Schadany                        | Жадани             | Жаданы                                 |
| Slynkiw Jar                     | Слиньків Яр        | Слиньков Яр (Slinkow Jar)              |
| Sochazka Balka                  | Сохацька Балка     | Сохацкая Балка (Sochazkaja Balka)      |
| Stassi                          | Стасі              | Стаси                                  |
| Stepaniwka                      | Степанівка         | Степановка (Stepanowka)                |
| Sudiwka                         | Судівка            | Судовка (Sudowka)                      |
| Sywzi                           | Сивці              | Сивцы (Siwzy)                          |
| Topoliwka                       | Тополівка          | Тополевка (Topolewka)                  |
| Trojany                         | Трояни             | Трояны                                 |
| Tscherneschtschyna              | Чернещина          | Чернещина (Tscherneschtschina)         |
| Tschernetschyj Jar              | Чернечий Яр        | Чернечий Яр (Tschernetschi Jar)        |
| Wassyliwka                      | Василівка          | Василевка (Wassilewka)                 |
| Welyka Rudka                    | Велика Рудка       | Великая Рудка (Welikaja Rudka)         |
| Welyki Budyschtscha             | Великі Будища      | Великие Будища (Welikije Budischtscha) |
| Wesseliwka                      | Веселівка          | Веселовка (Wesselowka)                 |
| Wodjana Balka                   | Водяна Балка       | Водяная Балка (Wodjanaja Balka)        |

## Persönlichkeiten
- Wirkungsort des Dichters Samijlo Wasilowitsch Welytschko (1670–1728)
- Geburtsort des Adligen Wyktor Pawlowytsch Kotschubej (1768–1834)
- Geburtsort des Schriftstellers Wassyl Koroliw (Pseudonym Wassyl Koroliw-Staryj; 1879–1941)

## Rezeption in der Kunst
- Nikolai Wassiljewitsch Gogol: Abende auf dem Weiler bei Dikanka (1831/1832)